# Planetwalzenextruder

Querschnittszeichnung des Walzenzylinders

Planetwalzenextruder sind Maschinen aus der Kunststofftechnik und gehören zur Obergruppe der Extruder.
Der Planetwalzenextruder wurde Anfang der 1950er Jahre von Ludwig Wittrock entwickelt und fand zunächst weitgehend Anwendung in der PVC-Kalander-Industrie. Heute deckt der Planetwalzenextruder die gesamte Bandbreite der Aufbereitungs- und Reaktionstechnologie ab.

Standard Planetwalzenextruder für die Kunststoffindustrie

## Aufbau des Planetwalzenextruders
Beim Planetwalzenextruder wird eine Zentralspindel angetrieben, auf welcher sich die einzelnen, in ihrer Zahl variierbaren Planetspindeln, abwälzen. Die umlaufenden Planetspindeln werden zusätzlich über eine innenverzahnte Buchse (Walzenzylinder) geführt. Die Temperierung erfolgt sowohl über die Zentralspindel als auch über den Walzenzylinder. Die Planetspindeln erfassen beim Umlaufen der Zentralspindel das Material und durch das Eintauchen der Spindelzähne in die korrespondierenden Zahnlücken wird das eingegebene Material zu dünnen Schichten ausgewalzt und mittels der Drallverzahnung nach vorne transportiert. Die wiederholte Dünnschichtauswalzung mit den Planetspindeln und die große wärmetauschende Oberfläche des dünnwandigen Walzenzylinders gewährleisten eine optimale Plastifizierung, Dispergierung und Homogenisierung.
Durch die Anzahl der verzahnten Walzen entspricht die Abtauschfläche eines üblichen Kalanderbeschickungs-Extruders pro Minute etwa der Fläche von zwei Tennisfeldern.

## Besonderheiten
Die Fertigung der Zylinderbuchsen mittels Tiefenerodierung hat Vorteile gegenüber den herkömmlichen Herstellmethoden Ziehen, Wirbeln oder Schleifen. So lässt sich die exakte Geometrie der Evolventenverzahnung auch in gehärtetem Material bei minimaler Wandstärke der Zylinderbuchse herausarbeiten. Die Wandstärkenminimierung erlaubt zusammen mit der wiederholten Dünnschichtauswalzung eine kontrolliertere und schonendere Materialaufbereitung als bei gewöhnlichen (Aufbereitungs-)Extrudern. Mit diesem System lassen sich auch Materialmischungen mit hohen Viskositätsunterschieden problemlos verarbeiten.
Eine weitere Besonderheit ist die modulare Bauweise des Planetwalzenextruders. Indem mehrere Walzenzylinder hintereinander gekoppelt werden, kann der Verfahrensweg verlängert und die Verfahrenstechnik den Erfordernissen angepasst werden.
So lassen sich im Planetwalzenextruder mehrere Prozessketten hintereinander schalten, wie z. B. das Entgasen und die Zugabe von Flüssigkeiten sowie Füll- und Feststoffkomponenten.

## Einsatzgebiete
Planetwalzenextruder können aufgrund ihrer exakten und schonenden Materialaufbereitung in folgenden Einsatzgebieten eingesetzt werden:
- Kunststoffindustrie – z. B. alle PVC-Rezepturen, ABS, TPO, TPU, gefüllte Polyolefine, Prepex, Kautschukverarbeitung, Elastomerklebstoffe
- Farbenindustrie – z. B. Epoxy-, Polyester-, Acrylic und ähnliche Lacke
- Chemische Industrie – z. B. Mischungen mit endothermen und exothermen Reaktionen
- Lebensmittelindustrie – z. B. alle thermisch empfindlichen Rezepturen, Kakao-Zucker-Dispersionen, Eiscreme, Spezialmalze
- Pharmazeutische Industrie – z. B. Granulierung hydrophober und lipophiler Wirkstoffe
- Sonderanwendungen – z. B. Klärschlammaufbereitung, Wood Plastic Composite

## Hersteller
- ENTEX Rust & Mitschke GmbH
- battenfeld-cincinnati Germany GmbH
- Troester GmbH & Co. KG, Hannover Deutschland

## Ausgewählte Literatur
- Polymer-Aufbereitung und Kunststoff-Compoundierung / Harald Rust, Klemens Kohlgrüber, Michael Bierdel / Hansa Fachbuch / 1. Auflage 10/2019
- Erwin Baur, Sigrid Brinkmann, Tim A. Osswald, Ernst Schmachtenberg: Saechtling Kunststoff Taschenbuch / 30. Auflage. 11/2007
- Fachkunde Kunststofftechnik, Lernfelder 1 bis 14 / 2. Auflage 2010
- Friedrich Johannaber, Kunststoff-Maschinenführer, Hanser Verlag / 4. Auflage. 12/2003